# Filer
Filer és una població dels Estats Units a l'estat d'Idaho. Segons el cens del 2000 tenia 1.620 habitants.

## Demografia
Segons el cens del 2000, Filer tenia 1.620 habitants, 628 habitatges, i 420 famílies. La densitat de població era de 781,9 habitants/km².
Dels 628 habitatges en un 34,9% hi vivien nens de menys de 18 anys, en un 54% hi vivien parelles casades, en un 9,6% dones solteres, i en un 33% no eren unitats familiars. En el 28,2% dels habitatges hi vivien persones soles el 14,2% de les quals corresponia a persones de 65 anys o més que vivien soles. El nombre mitjà de persones vivint en cada habitatge era de 2,58 i el nombre mitjà de persones que vivien en cada família era de 3,19.
Per edats la població es repartia de la següent manera: un 29% tenia menys de 18 anys, un 9,3% entre 18 i 24, un 27,2% entre 25 i 44, un 19,4% de 45 a 60 i un 15% 65 anys o més.
L'edat mediana era de 35 anys. Per cada 100 dones de 18 o més anys hi havia 95,6 homes.
La renda mediana per habitatge era de 31.336 $ i la renda mediana per família de 36.346 $. Els homes tenien una renda mediana de 27.083 $ mentre que les dones 20.563 $. La renda per capita de la població era de 14.443 $. Aproximadament el 10,4% de les famílies i el 13,7% de la població estaven per davall del llindar de pobresa.

## Poblacions més properes
El següent diagrama mostra les poblacions més properes.